# Liste des luttes traditionnelles africaines par pays
Tous les pays et pratiquement toutes les régions africaines disposent de leur lutte traditionnelle. Cet article en fait la liste :

## Liste par pays

### Afrique du Sud
- Zulu Impi (Canne zoulou)
- Isinaphakade Samathongo
- Lutte Nguni
- Lutte Xhosa
- Musangwe

### Algérie
- El Matrag

### Angola
- Bassula
- Gabetula
- Kamangula
- N'golo (danse du zèbre)
- Njinga
- Umudinhu

### Burkina Faso
- Lutte traditionnelle (monbô, jan...)

### Égypte
- Aha
- Hikuta (Kuta)
- Sebekkah
- Ta-Merrian
- Tahtib

### Érythrée
- Le riesy aussi nommé testa, du mot italien signifiant tête,  est une lutte se focalisant sur les coups de tête[1],[2].

### Éthiopie
- Donga (lutte surma)
- Dula Meketa
- Re-Efi-Areh-Ehsee

### Gabon
- Mesing (Lutte Fang)
- Opa (Lutte Myénè)

### Gambie
- Borey (Boreh)

### Îles Canaries
- Lucha Canaria

### Kenya
- Kayti

### Madagascar
- Morengy
- Savika

### Mali
- Dodjou

### Niger
- KoKowa
- Charo

### Nigéria
- Dambe
- Gidigbo
- Igba Magba
- Korokoro

### République démocratique du Congo
- Gwindulumutu
- Kipura
- Líbanda
- Musondi

### La Réunion
- Croche

### Sénégal
- Laamb
- Mkazo Ncha Shikana
- N’oboro
- Olva

### Soudan
- Lutte Nubienne
- Bâton nubien
- Toubata

### Togo
- Evala
- Zvaha